# Ostrovní hry
Ostrovní hry jsou turnaje sportovních reprezentací některých ostrovů a jiných menších teritorií, která jsou většinou závislými územími některých států. Pořádá je Mezinárodní asociace ostrovních her (IIGA).

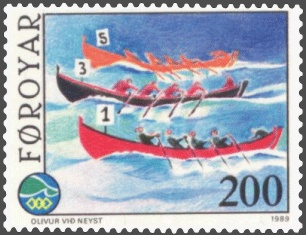
Faerská známka vytvořená ku příležitosti Ostrovních her 1989: veslování

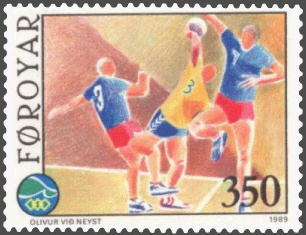
Faerská známka vytvořená ku příležitosti Ostrovních her 1989: házená

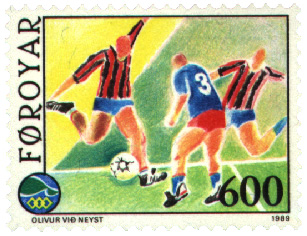
Faerská známka vytvořená ku příležitosti Ostrovních her 1989: fotbal

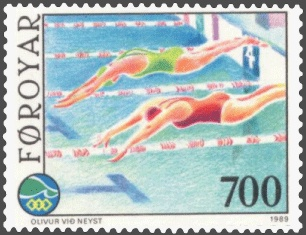
Faerská známka vytvořená ku příležitosti Ostrovních her 1989: plavání

## Historie
Ostrovní hry byly poprvé hrány v roce 1985 na území Ostrova Man pod názvem Inter-Islands Games (Meziostrovní hry) jako jednorázová akce v rámci tamního Roku sportu. Organizátorům se podařilo na sportovní akci nalákat nejen sportovce z ostrovů obklopujících Velkou Británii, ale také z Grónska, Islandu, Faerských ostrovů, Svaté Heleny atd. Nakonec na turnaji soutěžilo přes šest set sportovců z patnácti ostrovů v sedmi sportech. Po skončení soutěží bylo rozhodnuto pořádat tuto akci pravidelně.

## Současné sporty
Sporty, ve kterých se na hrách soutěží, vybírá hostující země. Většinou je to 12 - 14 sportů.
| - Lehká atletika - Badminton - Basketbal - Bowls - Cyklistika - Fotbal | - Golf - Gymnastika - Judo - Lukostřelba - Jachting - Plavání | - Squash - Sportovní střelba - Stolní tenis - Tenis - Triatlon - Volejbal |

## Jednotlivé ročníky
| Rok  | Ročník | Pořádající země |
| ---- | ------ | --------------- |
| 1985 | I.     | Ostrov Man      |
| 1987 | II.    | Guernsey        |
| 1989 | III.   | Faerské ostrovy |
| 1991 | IV.    | Alandy          |
| 1993 | V.     | Ostrov Wight    |
| 1995 | VI.    | Gibraltar       |
| 1997 | VII.   | Jersey          |
| 1999 | VIII.  | Gotland         |
| 2001 | IX.    | Ostrov Man      |
| 2003 | X.     | Guernsey        |
| 2005 | XI.    | Shetlandy       |
| 2007 | XII.   | Rhodos          |
| 2009 | XIII.  | Alandy          |
| 2011 | XIV.   | Ostrov Wight    |
| 2013 | XV.    | Bermudy         |
| 2015 | XVI.   | Jersey          |
| 2017 | XVII.  | Gotland         |
| 2019 | XVIII. | Gibraltar       |
| 2021 | XVIV.  | Guernsey        |
| 2023 | XVV.   | Orkneje         |

## Medailový stav zemí
| Země                            | Zlatá medaile | Stříbrná medaile | Bronzová medaile |
| ------------------------------- | ------------- | ---------------- | ---------------- |
| Alandy                          | 191           | 200              | 190              |
| Alderney                        | 0             | 2                | 3                |
| Bermudy                         | 107           | 115              | 119              |
| Kajmanské ostrovy               | 133           | 107              | 91               |
| Falklandy                       | 2             | 11               | 13               |
| Faerské ostrovy                 | 269           | 255              | 301              |
| Frøya                           | 1             | 1                | 2                |
| Gibraltar                       | 77            | 86               | 119              |
| Gotland                         | 336           | 245              | 252              |
| Gozo                            | 1             | 2                | 1                |
| Grónsko                         | 24            | 31               | 38               |
| Guernsey                        | 536           | 549              | 534              |
| Hitra                           | 4             | 10               | 15               |
| Ostrov Man                      | 530           | 495              | 460              |
| Ostrov Wight                    | 203           | 208              | 220              |
| Jersey                          | 634           | 625              | 560              |
| Menorca                         | 57            | 57               | 71               |
| Orkneje                         | 23            | 41               | 44               |
| Saaremaa                        | 126           | 129              | 101              |
| Svatá Helena                    | 3             | 3                | 5                |
| Sark                            | 3             | 17               | 7                |
| Shetlandy                       | 62            | 83               | 113              |
| Vnější Hebridy                  | 28            | 26               | 27               |
| Ynys Môn                        | 43            | 42               | 57               |
| Týmy, které se odhlásily z IIGA |               |                  |                  |
| Island                          | 50            | 45               | 47               |
| Malta                           | 6             | 2                | 2                |
| Ostrov Prince Edwarda           | 6             | 6                | 9                |
| Rhodos                          | 53            | 52               | 45               |